# Betta
Betta is een geslacht van straalvinnige vissen uit de familie van de echte goerami's (Osphronemidae).

## Soorten
- Betta akarensis Regan, 1910
- Betta albimarginata Kottelat & Ng, 1994
- Betta anabatoides Bleeker, 1851
- Betta antoni Tan & Ng, 2006
- Betta balunga Herre, 1940
- Betta bellica Sauvage, 1884
- Betta breviobesus Tan & Kottelat, 1998
- Betta brownorum Witte & Schmidt, 1992
- Betta burdigala Kottelat & Ng, 1994
- Betta channoides Kottelat & Ng, 1994
- Betta chini Ng, 1993
- Betta chloropharynx Kottelat & Ng, 1994
- Betta coccina Vierke, 1979
- Betta compuncta Tan & Ng, 2006
- Betta dimidiata Roberts, 1989
- Betta edithae Vierke, 1984
- Betta enisae Kottelat, 1995
- Betta falx Tan & Kottelat, 1998
- Betta foerschi Vierke, 1979
- Betta fusca Regan, 1910
- Betta hipposideros Ng & Kottelat, 1994
- Betta ibanorum Tan & Ng, 2004
- Betta ideii Tan & Ng, 2006
- Betta imbellis Ladiges, 1975
- Betta krataios Tan & Ng, 2006
- Betta livida Ng & Kottelat, 1992
- Betta macrostoma Regan, 1910
- Betta mahachaiensis Kowasupat, Panijpan, Ruenwongsa & Sriwattanarothai, 2012
- Betta mandor Tan & Ng, 2006
- Betta miniopinna Tan & Tan, 1994
- Betta patoti Weber & de Beaufort, 1922
- Betta persephone Schaller, 1986
- Betta pi Tan, 1998
- Betta picta (Valenciennes, 1846)
- Betta pinguis Tan & Kottelat, 1998
- Betta prima Kottelat, 1994
- Betta pugnax (Cantor, 1849)
- Betta pulchra Tan & Tan, 1996
- Betta renata Tan, 1998
- Betta rubra Perugia, 1893
- Betta rutilans Witte & Kottelat, 1991
- Betta schalleri Kottelat & Ng, 1994
- Betta simplex Kottelat, 1994
- Betta smaragdina Ladiges, 1972
- Betta spilotogena Ng & Kottelat, 1994
- Betta splendens Regan, 1910 – Siamese kempvis
- Betta strohi Schaller & Kottelat, 1989
- Betta taeniata Regan, 1910
- Betta tomi Ng & Kottelat, 1994
- Betta tussyae Schaller, 1985
- Betta uberis Tan & Ng, 2006
- Betta unimaculata (Popta, 1905)
- Betta waseri Krummenacher, 1986